# Les Robinsons de la Terre
Les Robinsons de la Terre est une série de bande dessinée de science-fiction se déroulant dans le passé. Écrite par Roger Lécureux et dessinée par Alfonso Font, cette série est publiée dans Pif Gadget de 1979 à 1982 puis collectée en recueils.

## Synopsis
Les habitants de la planète Axa, une civilisation pacifique très avancée, sont attaqués par l'armée du dictateur Zorca. Vaincus, les agresseurs sont exilés sur la station géante Thula mais Zorca continue de tramer de noirs desseins et s'empare de Thula. Pour lui échapper, trois Axiens (Orloz, Leyia et Rodion) fuient et découvrent la Terre, deux cents millions d'années avant l'apparition de l'humain. Or, à l'époque, la planète est peuplée de « créatures monstrueuses » face auxquelles ils sont démunis, car trop habitués au confort ; néanmoins, ils trouvent de l'aide auprès du jeune Zorkien Tanou, qui connaît la vie sauvage. Les trois Axiens doivent également échapper aux sbires de Zorca.

## Genèse de l'œuvre
Le scénariste Roger Lécureux, frustré par l'arrêt de la série Les Pionniers de l'Espérance, veut explorer davantage la science-fiction. Lorsque Lécureux, pour des raisons de santé, doit interrompre l'écriture, c'est Jean Ollivier qui prend le relai. Revenant à une idée déjà largement présente dans Rahan, Lécureux montre des héros qui refusent de tuer leurs semblables. Alfonso Font, quant à lui, a déjà participé à Pif Gadget avec Sandberg Père et Fils. Il met cette fois en scène « un monde de pure fantaisie », « un environnement qui oscille du rêve au cauchemar », dans un travail où le lecteur perçoit l'influence de Jean Giraud.
La série comporte 22 épisodes avant de s'arrêter, au grand regret du scénariste.

## Publication

### Périodiques

#### Pif Gadget
- Les Robinsons de la Terre, avec Roger Lécureux (scénariste), dans Pif Gadget n°518, 1979
- Les Robinsons de la Terre : L'enfer bleu dans Pif Gadget n°520, 1979
- Les Robinsons de la Terre : Le deuxième soleil dans Pif Gadget n°525, 1979
- Les Robinsons de la Terre : Les ruses de Tanou dans Pif Gadget n°530, 1979
- Les Robinsons de la Terre : La fleur et la foudre dans Pif Gadget n°535, 1979
- Les Robinsons de la Terre : Le deuxième raid dans Pif Gadget n°539, 1979
- Les Robinsons de la Terre : L'impossible évasion dans Pif Gadget n°544, 1979
- Les Robinsons de la Terre : Le robot de l'épouvante dans Pif Gadget n°548, 1979
- Les Robinsons de la Terre : Les premiers alliés dans Pif Gadget n°553, 1979
- Les Robinsons de la Terre : Ailleurs d'autres hommes dans Pif Gadget n°557, 1980
- Les Robinsons de la Terre : Les évadés de Thula dans Pif Gadget n°563, 1980
- Les Robinsons de la Terre : Le fleuve de l'effroi dans Pif Gadget n°585, 1980
- Les Robinsons de la Terre : Haikar le félon dans Pif Gadget n°589, 1980
- Les Robinsons de la Terre : Le hasard et la mort dans Pif Gadget n°592, 1980
- Les Robinsons de la Terre : Le monde des "arbres-os" dans Pif Gadget n°600, 1980
- Les Robinsons de la Terre : La base en péril dans Pif Gadget n°605, 1980
- Les Robinsons de la Terre : Les monstres du lac dans Pif Gadget n°609, 1980
- Les Robinsons de la Terre : Les naufragés du ciel dans Pif Gadget n°614, 1980
- Les Robinsons de la Terre : La vallée des géants dans Pif Gadget n°630, 1981
- Les Robinsons de la Terre : L'opération Pooni a échoué dans Pif Gadget n°650, 1981
- Les Robinsons de la Terre : Zorca lâche un cyclone dans Pif Gadget n°653, 1981
- Les Robinsons de la Terre : Epilogue dans Pif Gadget n°672, 1982

#### Cimoc
- Los Robinsones de la Tierra dans Cimoc no 15, 1982
- Los Robinsones de la Tierra : El segundo raid dans Cimoc no 16, 1982
- Los Robinsones de la Tierra : Evasion imposible dans Cimoc no 17, 1982
- Los Robinsones de la Tierra : El robot del terror dans Cimoc no 18, 1982
- Los Robinsones de la Tierra : Los primeros aliados dans Cimoc no 19, 1982
- Los Robinsones de la Tierra : Hombres de otras tierras dans Cimoc no 20, 1982
- Los Robinsones de la Tierra : Los evadidos de Thula dans Cimoc no 21, 1982

### Albums
- Les Robinsons de la terre, Éditions Vaillant, février 1980  (ISBN 2-261-00710-8)
- Les Robinsons de la Terre, intégrale, éditions du Taupinambour : 4 volumes parus